# Baojun RC-5
La Baojun RC-5 (chinois : 宝骏RC-5 ; pinyin : Bǎojùn RC-5) est une automobile compacte produite par SAIC-GM-Wuling Automobile sous la marque Baojun. La RC-5 remplace la berline 630 introduite en 2011.

## Aperçu
La RC-5 fait partie de la sous-catégorie «New Baojun» et présente le langage de conception Interstellar Geometry de la marque. Disponible en version berline et break (RC-5W), elle partage sa plate-forme avec le SUV RS-5,.
Lancés en août 2020, les prix locaux des modèles Baojun RC-5 commencent à partir de 59 800 RMB (environ 8 600 $ aux tarifs de l'époque) pour la berline coupé 4 portes Baojun RC-5, ce qui est exactement le même prix que la berline compacte 630 qu'elle remplace, et 72 800 RMB (10 490 $) pour le break RC-5W. La familiale RC-5W offre un espace de chargement de plus de 470 litres avec tous les sièges en place. Le RC-5W comprend également un porte-bagages de toit, des sièges de deuxième rangée inclinables avec des appuie-tête de type avion et une hauteur supplémentaire par rapport à la berline coupé 4 portes RC-5.

### Caractéristiques
La gamme de moteurs de la Baojun RC-5 comprend deux moteurs essence quatre cylindres en ligne, l'un étant un moteur 1,5 litre à aspiration naturelle de 99 PS (98 CV) et l'autre un moteur 1,5 litre turbocompressé de 147 PS (145 CV). Une boîte manuelle à six rapports et une transmission à variation continue (TVC) virtuelle à huit rapports sont offertes.
Selon Baojun, les deux modèles RC-5 présentent des fonctions normalement présentes dans des véhicules plus haut de gamme, notamment des clignotants dynamiques, le système d'infodivertissement de nouvelle génération de Baojun avec commande vocale, le chargement de téléphone portable sans fil, des sièges électriques avec mémoire et un système intelligent de purification de l'air. Pour les caractéristiques de sécurité, les RC-5 et RC-5W sont équipées de 17 fonctions avancées de système d'assistance à la conduite. Les fonctions sont rendues possibles par une combinaison d'une caméra haute résolution et de radars à ondes millimétriques d'une portée de 120 mètres (393,7 pieds) et 160 mètres (524,9 pieds)
Baojun RC-5

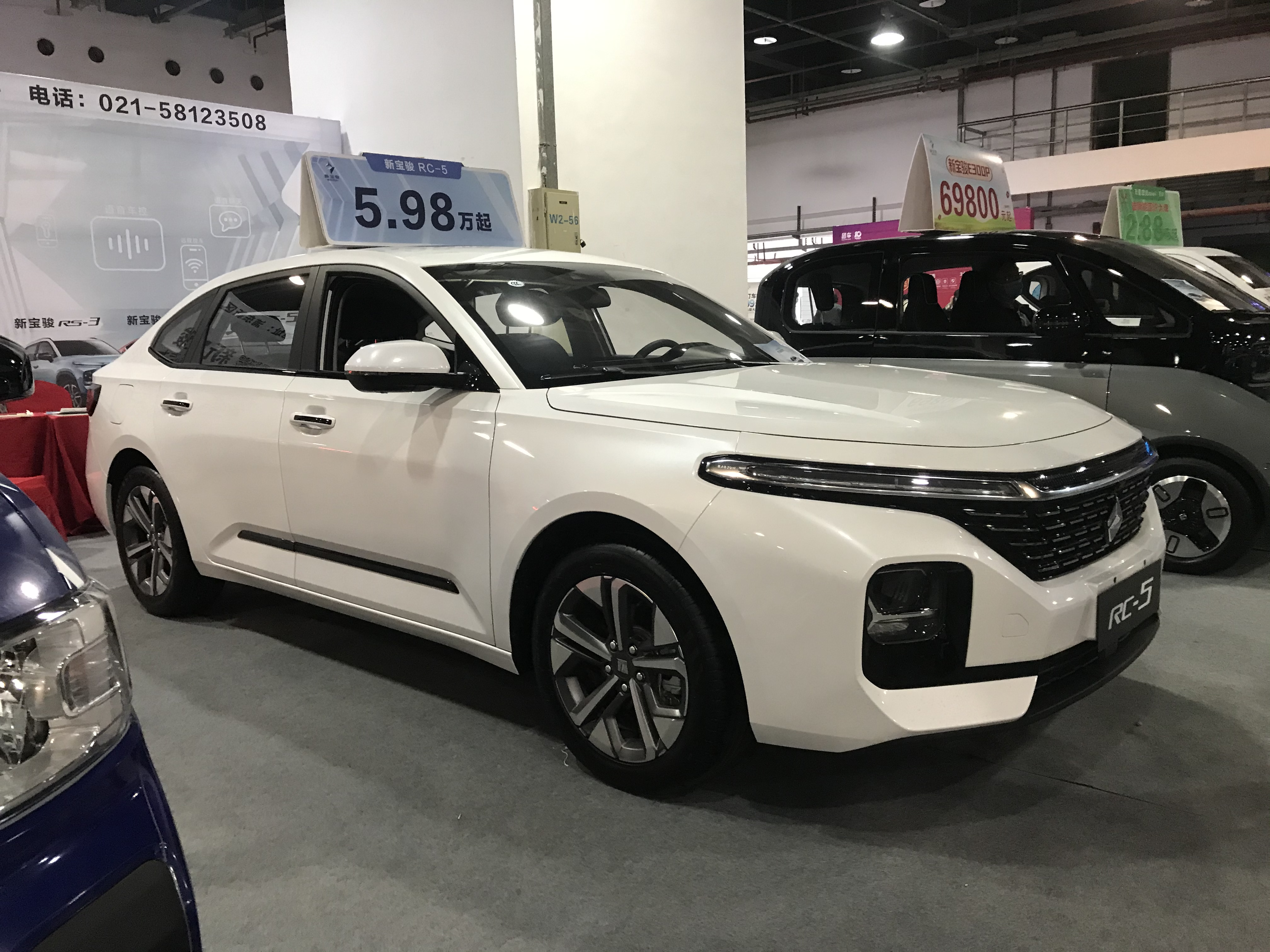
Baojun RC-5 avant
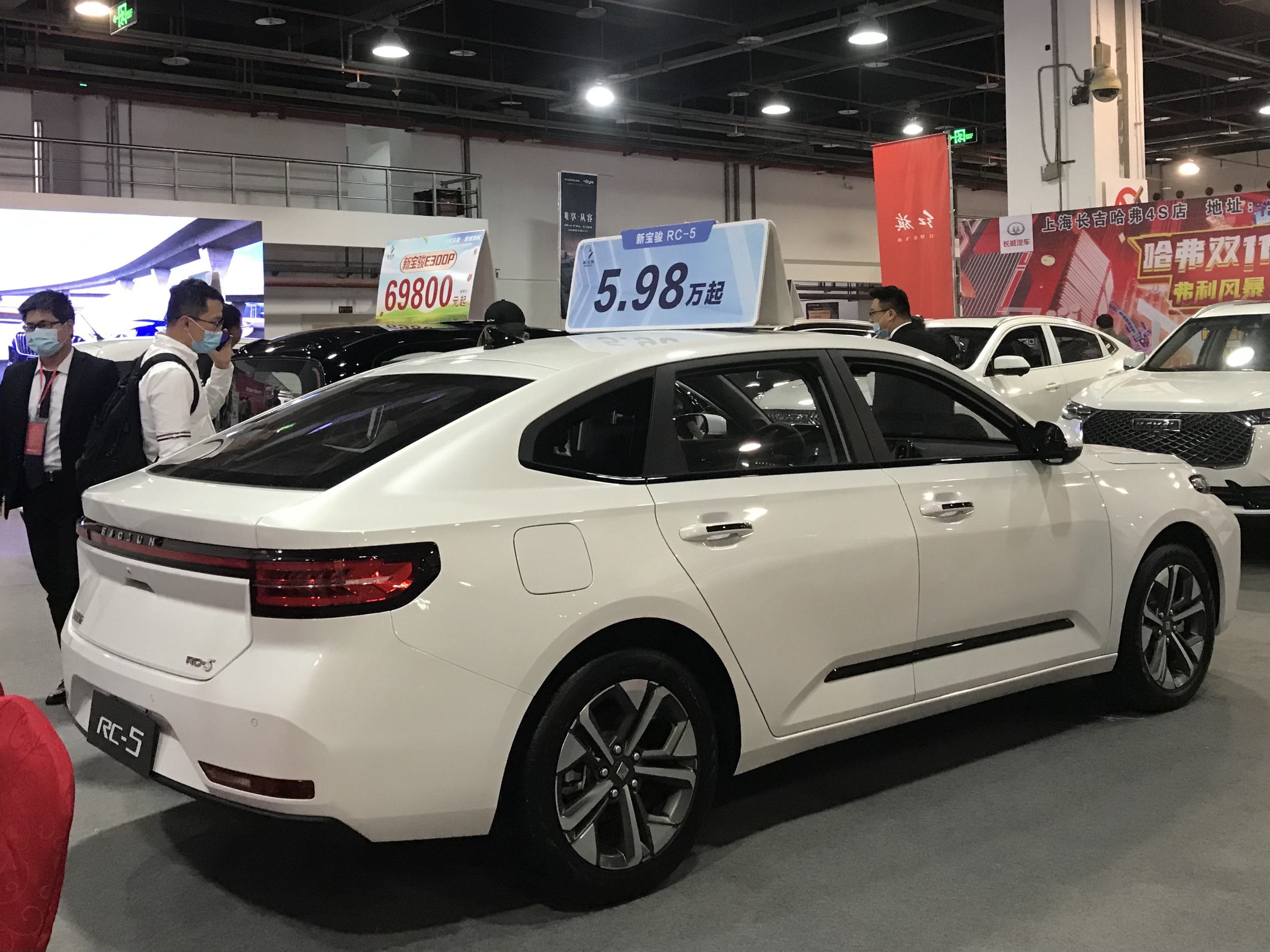
Baojun RC-5 arrière

Baojun RC-5W

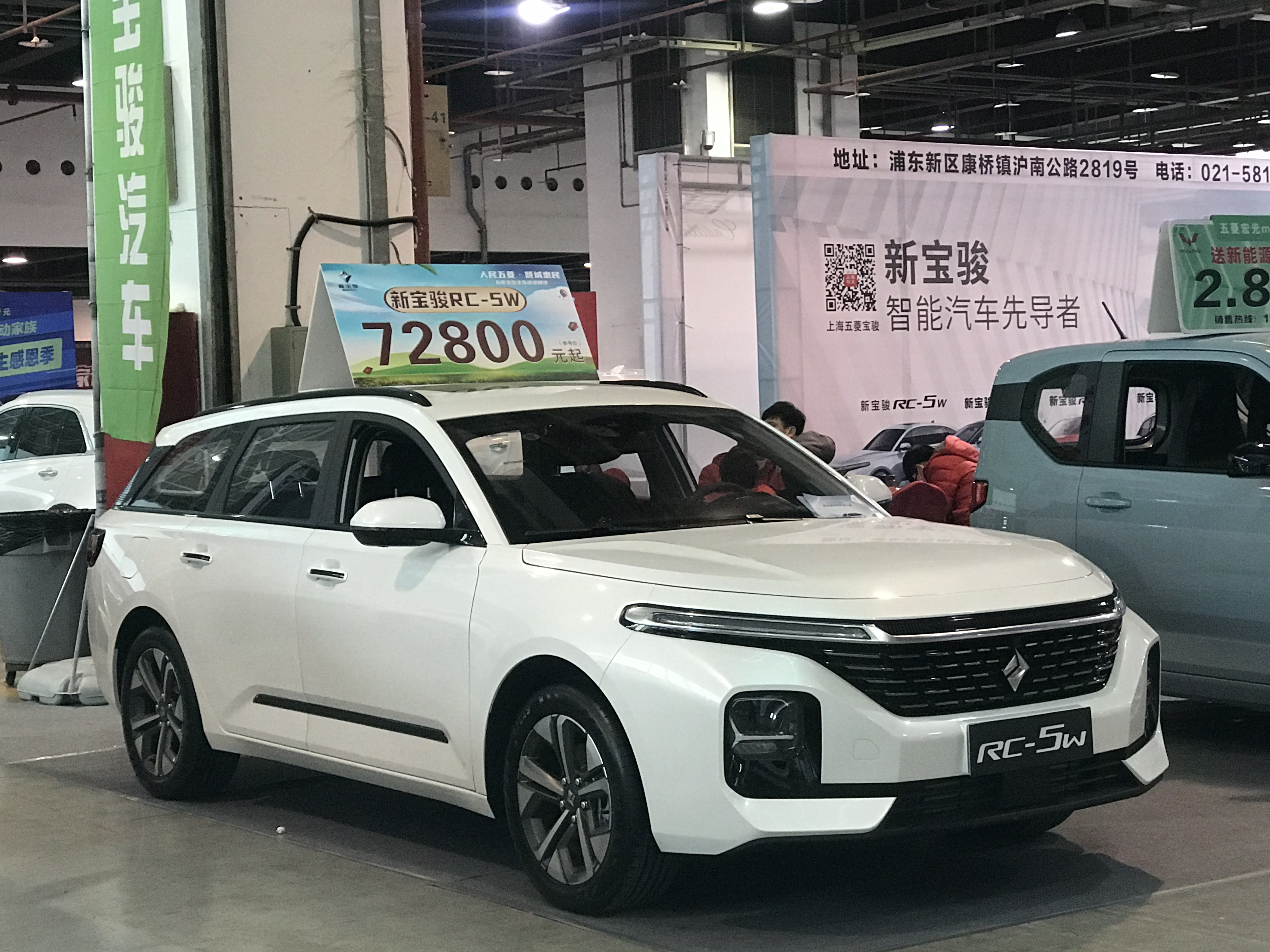
Baojun RC-5W avant
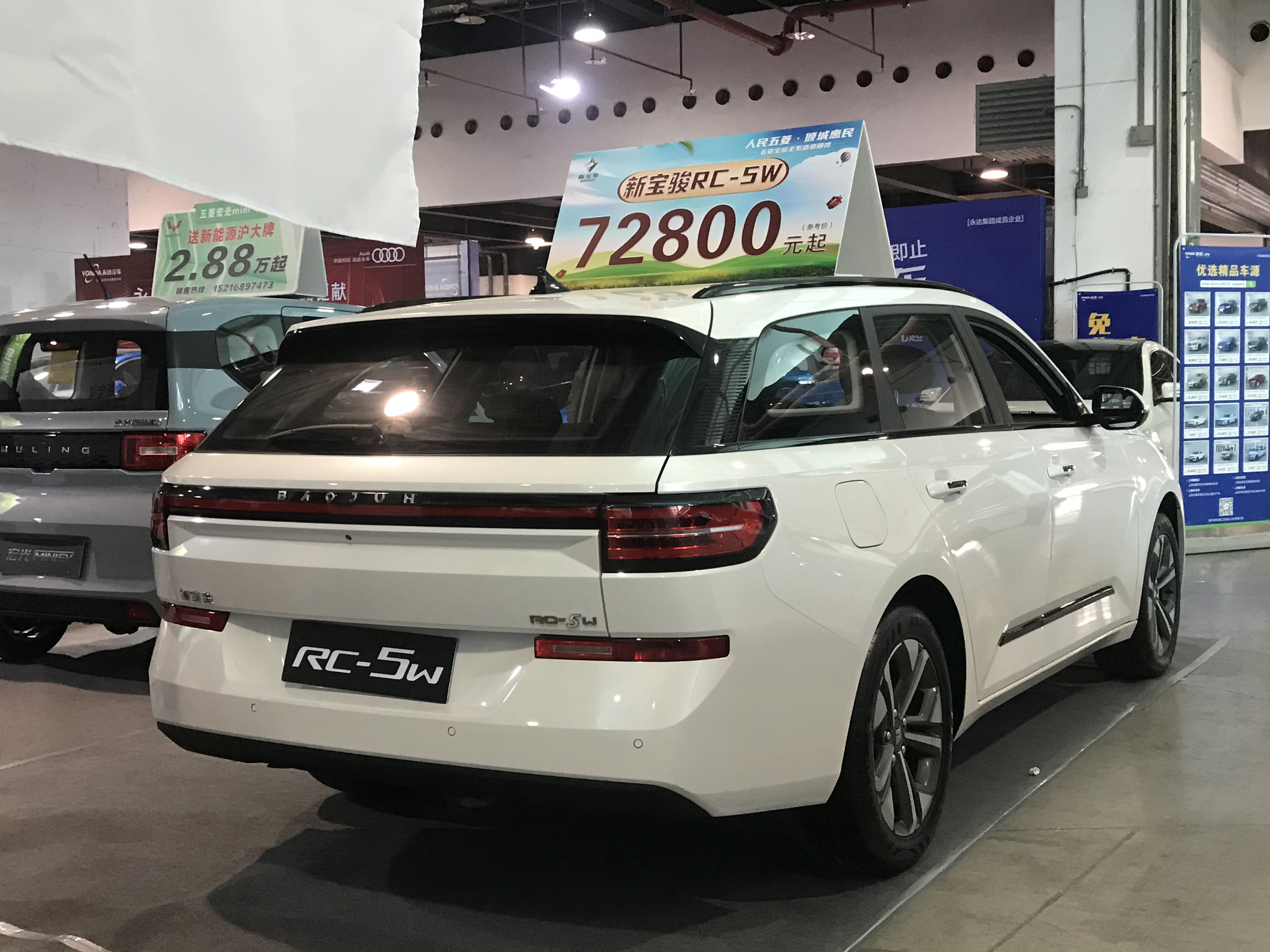
Baojun RC-5W arrière